# زمرد سلیمانی
زمرد سلیمانی (زادهٔ ۱۵ شهریور ۱۳۵۹) یک فوتبالیست ایرانی است که به عنوان دروازه‌بان در لیگ زنان فوتبال کوثر در تیم سپاهان اصفهان و تیم ملی زنان بزرگسال ایران بازی می‌کند.

## حرفه
زمرد سلیمانی در رده ملی، دروازه‌بان تیم ملی زنان ایران در مسابقات انتخابی قهرمانی آسیا در سال ۲۰۱۸ بود. 
او همچنین در رده باشگاهی سابقه بازی در تیم های فوتبال زنان ملوان بندرانزلی، زیرفانی دهوک و شهرداری بم را دارد.